# Мельникова, Анна Павловна
Анна Павловна Мельникова (род. 13 октября 1995 года, Армавир) — российская волейболистка, центральная блокирующая.

## Биография
Анна Павловна Мельникова родилась 13 октября 1995 года в Армавире. Отец — Павел Владимирович Мельников, бронзовый призёр Олимпийских игр 1996 года в академической гребле.
В 10 лет Анна начала заниматься волейболом в саратовской ДЮСШ № 8 под руководством Ольги Валентиновны Козловой.
Окончила факультет ветеринарной медицины, пищевых и биотехнологий Саратовского государственного аграрного университета имени Н.И. Вавилова.
С 2008 по 2013 год выступала за молодёжный и основной состав «Протона». С 2013 по 2016 год играла за «Динамо-Казань», с 2016 по 2017 год — за «Воронеж».
С 2017 года выступает за «Заречье-Одинцово».

## Достижения

### С клубами
- Чемпионка мира среди женских клубных команд 2014
- Победительница Лиги чемпионов ЕКВ 2014.

- 3-кратная чемпионка России (2014, 2015, 2021)
  - бронзовый призёр чемпионата России 2024.
- 4-кратный серебряный призёр Кубка России (2013, 2015, 2023, 2024)